# 聖瑪麗斯 (愛達荷州)
聖瑪麗斯（英語：St. Maries）是一個位於美國愛達荷州貝內瓦縣的城市。根據2020年美國人口普查，該地人口為2357人，而該地的面積約為3.08平方千米。同時該地也是本瓦縣的縣治。

## 地理
聖瑪麗斯的座標為47°19′00″N 116°34′20″W / 47.31667°N 116.57222°W，而該地的平均海拔高度為668米（即2192英尺）。